# Phthiracarus gibber
Phthiracarus gibber är en kvalsterart som först beskrevs av Aoki 1980.  Phthiracarus gibber ingår i släktet Phthiracarus och familjen Phthiracaridae. Inga underarter finns listade i Catalogue of Life.